# Костёл и монастырь Святого Духа (Гродно)

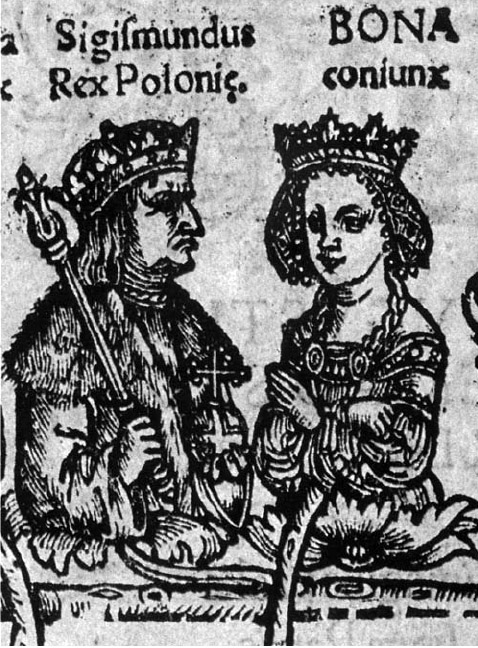
Бона Сфорца (справа)

 Костёл и монастырь Святого Духа — памятник истории и культуры. Старейший из сохранившихся католических архитектурных комплексов Гродно. Расположен на улице Советской 14.

## История

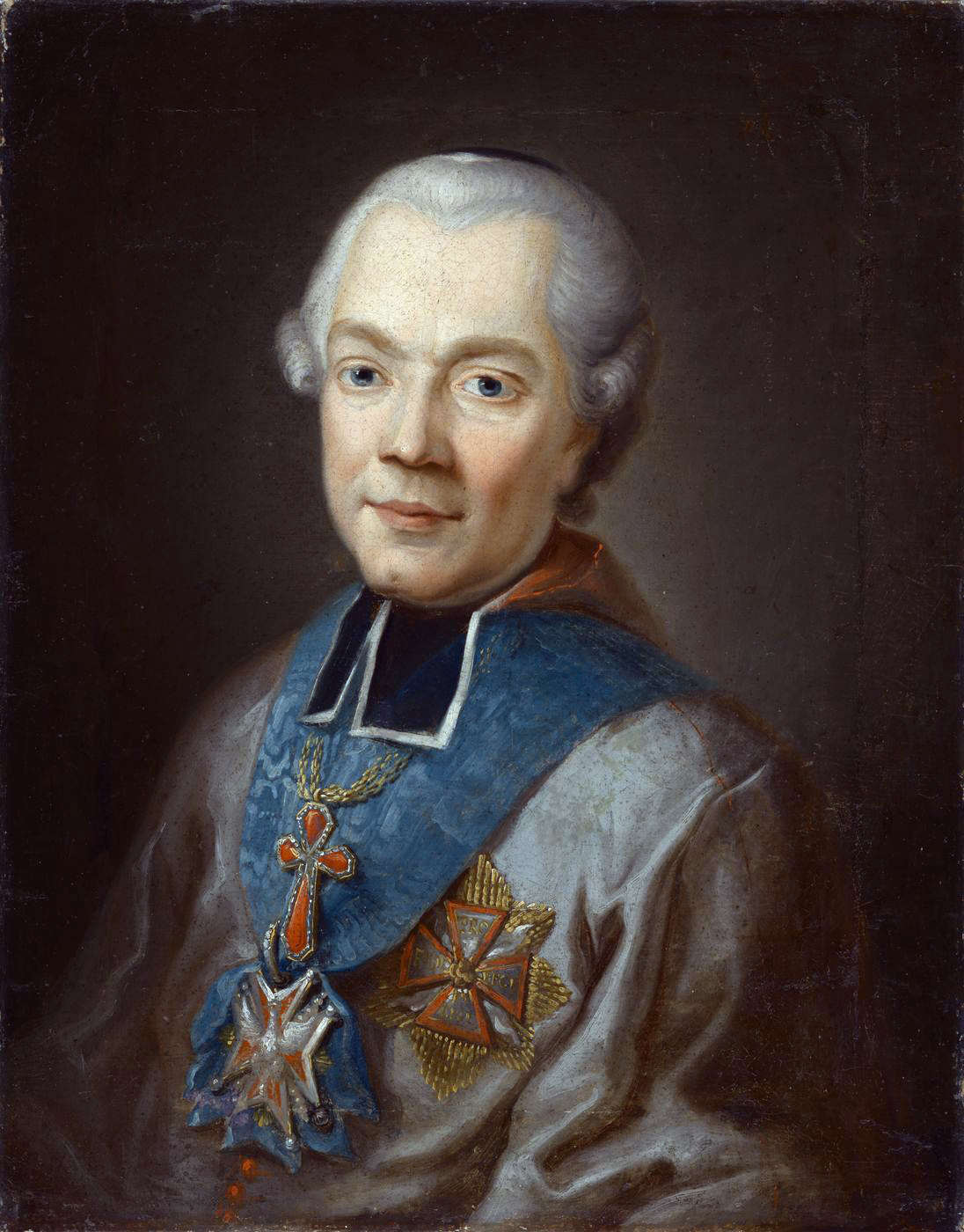
Игнацы Масальский - один из благодетелей шпиталя Св. Духа

Костёл и шпиталь (больница) Святого Духа могут претендовать на звание старейшего частично сохранившегося, католического комплекса Гродно. Они были основаны по желанию королевы Боны в 50-х годах XVI века. Монастырь получал королевские привилеи от Жигимонта Августа и Стэфана Батория в 1553 и 1584 годах соответственно. Комплекс выполнял роль городского приюта и больницы для малоимущих. Название в честь Святого Духа было типичным для подобных больничных комплексов Европы. В ревизии Гродно 1680 года монастырь упомянут как каменный.
Во время пожара 1753 года была повреждена крыша комплекса. В 1768 году, по поручению виленского епископа Игнацыя Масальского, начат ремонт и увеличение объёма здания. Во второй половине XVIII века костёл Св. Духа мог считаться монастырским храмом, хотя официально оставался в собственности парафии фарного костёла. Это случилось благодаря тому, что в 1783 году при храме жили три монахини мариавитки.
После упадка Речи Посполитой комплекс не перестал выполнять больничных функций.
В 1800 году строения монастыря были переданы городскому магистрату.
По примеру «Виленского человеколюбивого общества», в 1819 году, было создано «Гродненское благотворительное общество» (Товарищество доброчинности), в качестве преемницы уже существовавшего ранее гродненского «Дома благотворительности». Официальное разрешение на свою деятельность общество получило 8 августа 1821 года. Члены общества старались всячески поддерживать нуждающихся в помощи, в частности, бедняки получали финансовые пособия и бесплатную еду, а арестанты одежду.
После восстания 1863—1864 годов, «Товарищество благотворительности», состоявшее из неблагонадёжных представителей местной элиты, ликвидировали. Бывший католический комплекс был продан городскими властями еврейскому предпринимателю Абелю Тарловскому.
Здание пострадало в пожаре 1885 года.
Комплекс неоднократно перестраивался на протяжении XIX века, а в конце столетия в нём был открыт отель «Славянский». В 1889 в подвалах отеля начал работу одноимённый ресторан.
В XX веке в здании были размещены органы городского управления.
Подземелья под правым крылом здания сдаются для коммерческой аренды.

## Архитектура

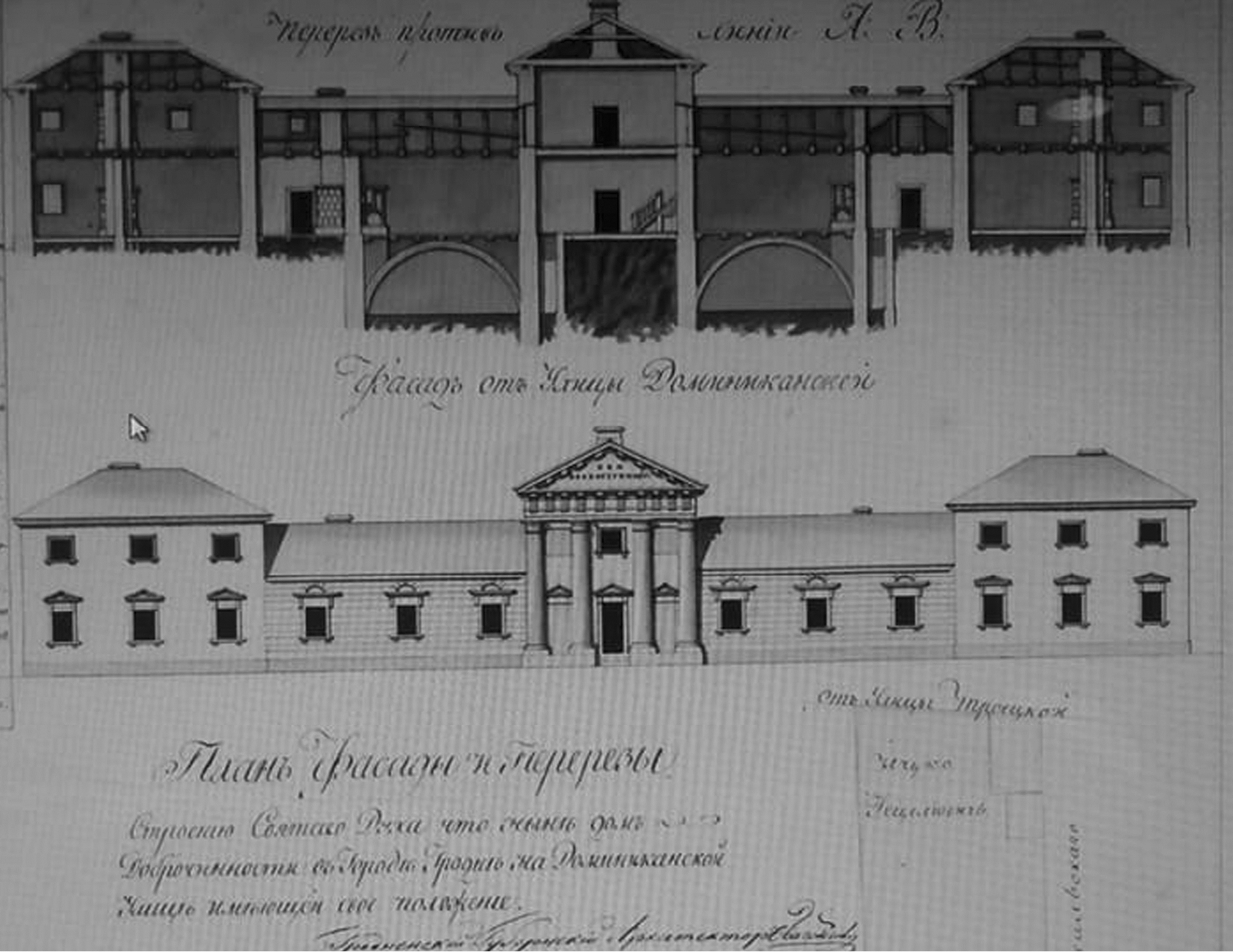
Комплекс в первой половине XIX века.

Изначальный вид комплекса достоверно неизвестен. Вероятно, первое время представлял из себя небольшой однонефнный каменный храм с пристроенными к нему с двух сторон боковыми одноэтажными крыльями монастыря, под которыми были размещёны большие подвалы, предназначенные для хранения провизии. Предметом дискуссии для исследователей остаётся вопрос материала, из которого в XVI веке были построены монастырь и костёл. На рисунках первой трети XIX века виден костёл с четырьмя колоннами на постаментах. Этот памятник напоминает аналогичные по масштабу строения итальянского ренессанса XVI века. Если подобный вид здание имело уже при королеве Боне, это означает, что оно является старейшим образцом применения классического архитектурного ордера на землях будущей Беларуси, так как храм старше даже новаторского для ВКЛ несвижского иезуитского костёла.
Также вероятно, что декор создан уже в эпоху классицизма, при поддержке виленского епископа Игнацыя Мосальского, кем-то из опекаемых им крупных мастеров классической архитектуры, то есть Лаврентием Гуцевичем или Мартинам Кнакфусам.
Во второй половине XVIII века повреждённый пожаром монастырь подвергся реконструкции, в результате которой боковые крылья стали двухэтажными Храм имел четыре полуколонны, поставленные на высокие постаменты, комплекс венчала высокая и ломанная барочная крыша. Декор фасада, форма и расположение оконных проёмов, а также крыша — не раз менялись.

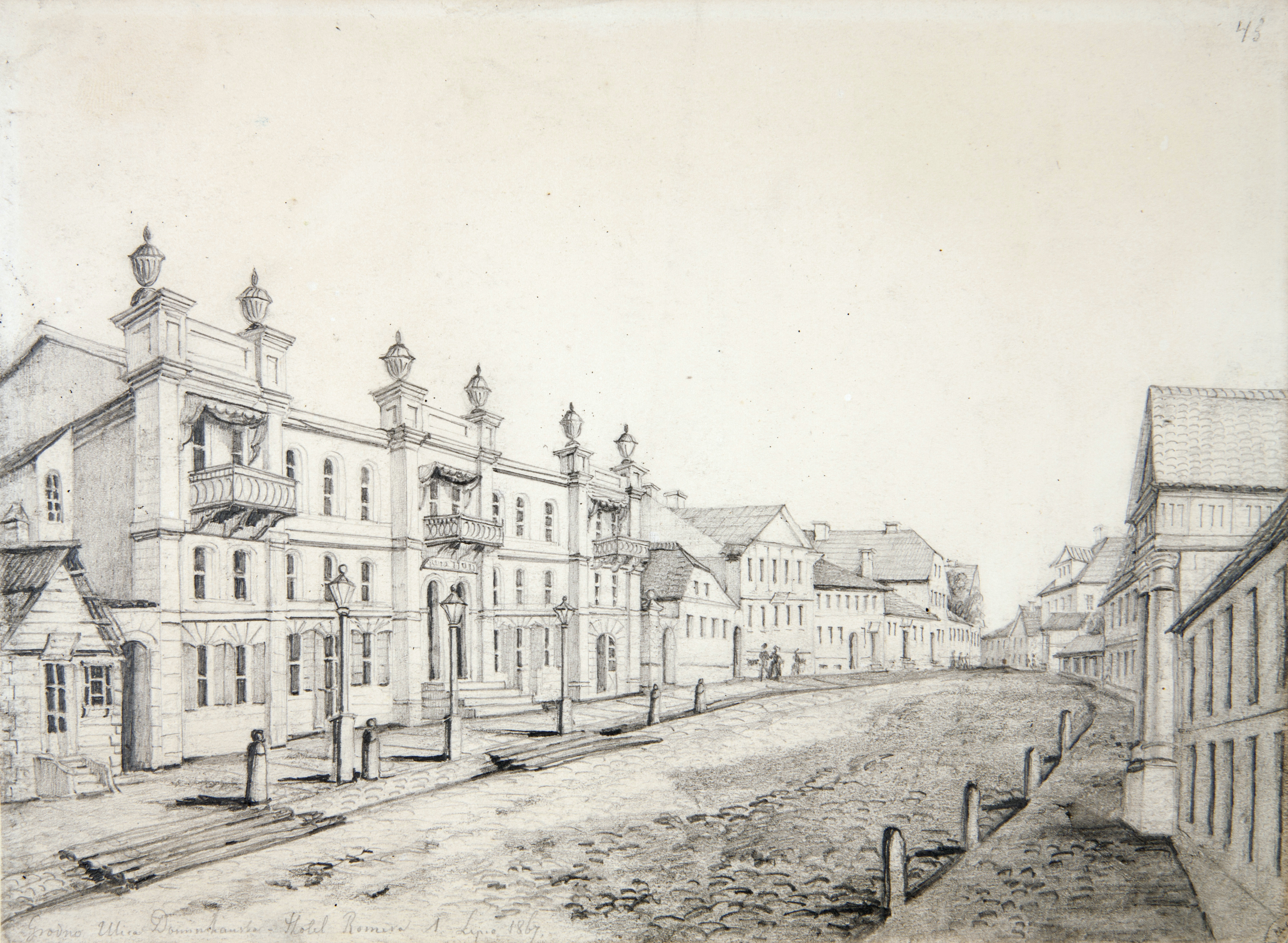
Рисунок Н. Орды. Виден бывший костёл Св. Духа во второй половине XIX века (справа).

В 20-х годах XIX века здание костёла и шпиталя перестроили по проекту гродненского архитектора Кароля Багэмила. Комплекс получил черты развитого классицизма. Сам храм при этом был превращён в зал собраний.
В XX веке внешний вид здания не претерпел значительных изменений.
Комплекс представляет собой вытянутое двухэтажное строение, декорированное тремя фронтонами с валютами. Окна второго этажа — полуциркульные, первого — прямоугольные. Центральная часть, возведённая как костёл, декорирована четырьмя пилястрами (ранее полуколоннами), сандриками над оконным проёмами второго этажа, балконом на кованных кронштейнах. Боковые крылья украшены по краям сдвоенными пилястрами с лучковыми фронтонами над ними.
Интерьер изменён. В помещении под правым крылом комплекса оставлены частично открытыми элементы кладки XVI века.